# 提供商无关地址空间
提供商无关地址空间（又称PI地址空间）是由区域互联网注册管理机构（RIR）直接分配给最终用户的一段IP地址。获取了此种地址的用户必须另外联系互联网服务提供商（ISP）来获取互联网的接入服务，并将相关的地址段在互联网上路由。
通过使用该种地址空间，最终用户可以在不重新为自己的网络编址的情况下，更换所使用的ISP。除此之外，用户还可以使用多条ISP的线路来为自己提供互联网接入，以保证一条线路故障时，不至于与互联网失去连接。
但是这种地址空间可能会增加互联网上路由器的负担，因为这种地址不一定能有效地在无类别域间路由系统中进行聚合。

## IPv6分配
2009年4月，欧洲IP网络资源协调中心通过了2006年1月的一项提议，开始接受IPv6提供商无关地址空间申请。这些地址将从地址池2001:678::/29中提供，申请的最小地址空间的掩码长度为48位。